# Directe taalhandeling
De directe taalhandeling of locutie is dat deel van de taalhandeling dat met tekens te maken heeft. Het is een centraal begrip in de pragmatiek. Het vormt samen met de illocutie en de perlocutie de taalhandeling. Het begrip komt uit John Austins werk How To Do Things With Words (1962).
Voorbeelden van directe taalhandelingen zijn geproduceerde klanken, letters gecombineerd tot woorden en zinnen op papier, symbolen in een tekenprogramma, handgebaren, gezichtsuitdrukkingen. Het draait dus om het direct waarneembare aspect in de werkelijkheid. De gesproken zin, de klankenreeks "Weet u hoe laat het is?" heeft een letterlijke betekenis die, stel het betreft een intentionele handeling, in principe niet veel meer zegt dan dat de auteur van de toegesprokene wil horen of hij de tijd weet ja of nee. Dit contrasteert met de mogelijk bedoelde betekenis of ook het illocutionaire aspect van de taalhandeling. In de voorbeeldzin wil diegene die het vraagt niet simpelweg van de ander weten of hij ook weet hoe laat het is, maar vaak stuurt hij erop aan hem daadwerkelijk te vertellen hoe laat het is (de illocutie, en men verwacht dan een antwoord als "het is drie uur").